# はるな檸檬
はるな 檸檬（はるな れもん、1983年3月23日 - ）は、日本の漫画家で、主にコミックエッセイを描いている。宮崎県出身。女性、既婚。

## 来歴
高校時代に宮崎市の絵画教室にて、講師と教え子という関係で漫画家東村アキコ（当時はデビュー前後）と出会う。美術系大学を卒業後、イラストレーターをめざして上京し、アルバイト、東村のアシスタントを経て、派遣のOLを経験する。2007年に人から薦められ、女性が男装して演じていることに抵抗を感じながらも、宝塚歌劇団の春野寿美礼主演舞台DVD『黒蜥蜴』を鑑賞したところ、号泣するほどに感動し、直後に舞台鑑賞のため兵庫県宝塚市に出向くほど、同劇団にのめり込むことになった。
2010年夏に派遣の契約が終了すると漫画家を目指し、秋には『モーニング』公式サイトにて、自身のことでもある宝塚歌劇団の熱狂的ファン「ヅカヲタ」の姿をコミカルに描くコミックエッセイ『ZUCCA×ZUCA（ヅッカヅカ）』（講談社）で漫画家デビューした。
2011年7月、『ZUCCA×ZUCA』が単行本化。同作は2014年8月に10巻を出して完結するまで自身を代表する作品の一つとなった。
漫画家デビュー前に漫画の師匠である東村アキコが、宝塚について描くように助言を与えており、『CREA』2012年10月号の女性マンガ家特集で、彼女のアシスタントをしていた頃についてのコミックエッセイを描いている。
2012年9月に開催された池田理代子作の『ベルサイユのばら』の展覧会『ベルサイユのばら展』では、「オスカルの肖像」というテーマの特別展示の40名の中のひとりとして参加した。また、同年8月に発行された青池保子作の『エロイカより愛をこめて』の「35周年メモリアルブック」にトリビュートイラストを寄稿した。
2014年に男児を出産した。同年、宝塚歌劇100周年を記念して行われた展覧会の図録『宝塚歌劇100年展 -夢、かがやきつづけて-』（『日本経済新聞社』発行）に、「ZUCCA x ZUCA ヅッカヅカ 宝塚歌劇100年展特別篇」が収録される。
また同年9月刊行の『れもん、よむもん!』（新潮社）では、作者自身の読書体験をコミックエッセイとして綴った。
2016年3月、妊娠・出産体験を描いた『れもん、うむもん!』（新潮社）を上梓。妊娠・出産・子育ての際、女性に訪れる体調や心境の変化を、自身の体験をもとに丁寧に描くことで反響を呼んだ。
同年7月、『CREA WEB』にて連載していた『タクマとハナコ』の単行本第1巻が『文藝春秋』から刊行された。宝塚オタク（ヅカオタ）の妻と結婚した夫がオタクになっていく様をコミカルに描いた。同年12月には『タクマとハナコ』第2巻が刊行された。
同年11月、『ESSE』（扶桑社）の35周年記念特大号より『ともともと』の連載を開始した。同時に『子育てデレデレ日記』（『モーニング』×『FRaU』）を不定期的に掲載している。
2021年から、文春オンラインで『ファッション!!』を連載開始。2023年にいったん連載を終了したが、2024年6月にOUR FEELで連載を再開した。

## 作品

### 漫画作品
- ZUCCA×ZUCA ヅッカヅカ（『MORNING.MANGA.COM』、2010年 - 2014年）、デビュー作・WEB漫画。
- キッチン（『girls jump ガールズジャンプ』)集英社、2012年1月[9]
- れもん、よむもん!（『yom yom vol27』)新潮社、2013年2月　連載開始
- れもん、うむもん!（ROLA アプリ）新潮社
- タクマとハナコ （CREA WEB（クレア ウェブ）コミックエッセイルーム　2013年 - 2015年）
- ともともと　（ESSE）扶桑社2016年11月〜
- 子育てデレデレ日記（モーニング×FRaU）2017年〜
- ダルちゃん（花椿）資生堂　2017年10月～
- ファッション!! （文藝春秋→OUR FEEL）

### 漫画単行本
- ZUCCA×ZUCA ヅッカヅカ（講談社 KCデラックス） 全10巻
- れもん、よむもん!（新潮社）
- れもん、うむもん! ―そして、ママになる―（新潮社）
- タクマとハナコ （文藝春秋） 全2巻
- ダルちゃん （小学館） 全2巻
- ファッション!! （文藝春秋）既刊5巻。

### 共著
- タカラヅカ・ハンドブック（雨宮まみ・はるな檸檬　新潮社）2014年

### イラスト
- え、なんでまた?（宮藤官九郎 著　文藝春秋）　2013年
- 日本全国ご当地スーパー 掘り出しの逸品（菅原佳己 著　講談社） 2012年
- 日本全国ご当地スーパー 隠れた絶品、見〜つけた！（菅原佳己 著　講談社） 2014年
- 10代の脳（フランシス・ジェンセン博士 著 / エイミー・エリス・ナット 著　文藝春秋）2015年
- 芸人と娘（尾関高文 著　飛鳥新社）2016年
- 困ったときは、トイレにかけこめ! アドラーが教える こころのクセのリセット術　（星一郎 著　晶文社）2017年

### ルポマンガ
- 新日本プロレス パンフレット WRESTLING DONTAKU 2014年vol.3（棚橋弘至選手の練習風景など）
- スポめし!（雑誌 Tarzan 連載　マガジンハウス 2013年-2014年）

### 単行本未収録
- ZUCCA x ZUCA　宝塚歌劇100年展特別篇　（宝塚歌劇100年展 ー夢、かがやきつづけてー　日本経済新聞社発行 ）2014年
- ZUCCA x ZUCA　特別版 全8話　かんぽ生命 [ ドリームかんぽキャンペーン2015 ] 2015年

## 外部サイト
- はるな檸檬（告知用） (@haruna_lemon) - X（旧Twitter）
- ZUCCA×ZUCA（MORNING.MANGA.COM）